# Sinjar
Pour l’article homonyme, voir Sinjar (Idleb).
Sinjar (en kurde : شەنگال, en arabe : سنجار) est une ville située dans le nord-ouest de l'Irak, proche de la frontière syrienne. Elle est le chef-lieu du district de Sinjar (en) dans la province de Ninawa.
La ville et son district sont un foyer historique de la religion yézidie.

## Géographie
La ville se trouve au pied des monts Sinjar, au sud-est de ceux-ci.

## Histoire
Une colline appelée Tell Hamoukar indique l'existence d'une civilisation urbaine dans la vallée et la plaine de Ninive (ou Sinjar) depuis au moins 6 000 ans.
Le 3 août 2014, lors de la guerre d'Irak, la ville est prise aux peshmergas par les troupes de l'État islamique. Le 13 novembre 2015, les forces kurdes d'Irak reprennent pied dans la ville avec le soutien de l'aviation de la coalition internationale.

## Population et société

### Démographie
La population du Sinjar, qui était de 39 800 habitants au recensement de 2006, est majoritairement kurde, de religion yézidie, avec une minorité de chrétiens assyriens et de musulmans sunnites.

## Culture et patrimoine

### Sites et monuments
La région abrite plus de 200 sites historiques.

### Cinéma
La séquence d'ouverture de L'Exorciste, film d'horreur de William Friedkin, sorti en 1973, a été tournée à Hatra.

### Jeu vidéo
La ville de Sinjar apparait dans le jeu vidéo Insurgency, jeu développé par New World Interactive, sorti le 22 janvier 2014.